# Per Borten
Per Borten, född 3 april 1913 i Flå i Sør-Trøndelag, död 20 januari 2005 i Trondheim, var en politiker (Senterpartiet) som var Norges statsminister 1965–1971. 
Borten var agronom till yrket och hade examen från Norges Lantbrukshøgskole 1939. Han tjänstgjorde som distriktsagronom i Alvdal och Folldal, innan han blev borgmästare i sin hemby från 1945 till 1955.
År 1950 blev han ledamot i Stortinget för dåvarande Bondepartiet och 1955 partiets politiske ledare. Han var odelstingspresident 1961–65 och 1973–77.
Partiet, som 1959 bytte namn till Senterpartiet, bildade tillsammans med de övriga borgerliga partierna regering med Borten som statsminister i koalitionsregeringen från 12 oktober 1965 till 17 mars 1971.
I början av 1971 uppstod en regeringskris på grund av att Borten sades ha visat en förtrolig rapport om Norges förhandlingar med den Europeiska ekonomiska gemenskapen (föregångare till Europeiska unionen) för EEG-motståndarnas ledare och krisen ledde till att Bortens regering avgick. Under 1980-talet kom det dock fram att det var Bortens pressråd Ole N. Hoemsnes som hade läckt dokumentet till Dagbladets journalist Per Vassbotn. Borten var den främste politiske ledaren för motståndarsidan inför 1972 års folkomröstning om Norges medlemskap i EEG.
Borten avled på St. Olavs hospital i Trondheim och är begravd vid Flå kyrka.